# Synagoga Chóralna w Dyneburgu
Synagoga Chóralna w Dyneburgu (łot. Daugavpils Horālā sinagoga, 	
Большая Хоральная синагога) – główna i największa bóżnica Dyneburga, zbudowana w 1864 przy Saules iela 49. 
Była jedną z ponad 40 synagog w Dyneburgu (1920-1940).